# Bolitophila clavata
Bolitophila clavata är en tvåvingeart som beskrevs av Garrett 1925. Bolitophila clavata ingår i släktet Bolitophila och familjen smalbensmyggor.
Artens utbredningsområde är British Columbia. Inga underarter finns listade i Catalogue of Life.